# Dianthus lenkoranicus
Dianthus lenkoranicus är en nejlikväxtart som beskrevs av Charadze. Dianthus lenkoranicus ingår i släktet nejlikor, och familjen nejlikväxter. Inga underarter finns listade i Catalogue of Life.